# Шерадам, Софи
Софи Шерадам (фр. Sophie Chéradame), урождённая Софи Берто (фр. Sophie Bertaud); 1793 — 25 июня 1829, Аньер-сюр-Сен) — французская художница-портретистка, работавшая в Российской империи.

## Биография
Софи Берто, будущая художница, родилась в 1793 году в Аньере. Была ученицей Жака Луи Давида (1748—1825). Затем вышла замуж за Жана Франсуа Мари Шерадама. Муж, что было сравнительной редкостью в то время, дальнейшей карьере своей жены не препятствовал. С 1812 года Софи, к тому времени уже замужняя женщина, выставляла свои работы на Парижском салоне и делала это регулярно вплоть до 1822 года. Около 1823 года Софи Шерадам уехала в Россию, где провела несколько лет, с немалым тактом, вкусом и мастерством портретируя русских аристократов, а иногда и обеспеченных представителей купеческого сословия. Ближе к концу 1820-х годов она вернулась во Францию, в родной Аньер, где и скончалась.
Портреты представителей русского дворянства кисти Софи Шерадам хранятся в Государственном Эрмитаже и ряде других крупных российских музеев. Во Франции среди работ Шерадам пользуется известностью портрет дивизионного генерала-артиллериста Ж.-Ж. Дево де Сен-Мориса, погибшего в ходе битвы при Ватерлоо (Музей армии, Париж), портрет писательницы, автора популярных в своё время по всей Европе сентиментальных романов мадам Жанлис, купленный королём Луи-Филиппом для Музея истории Франции, который был создан этим монархом в части залов Версальского дворца и существует до сих пор, и портрет драматурга Р.-Ш. Гильбера де Пиксерекура (Нанси, Художественный музей).

## Галерея

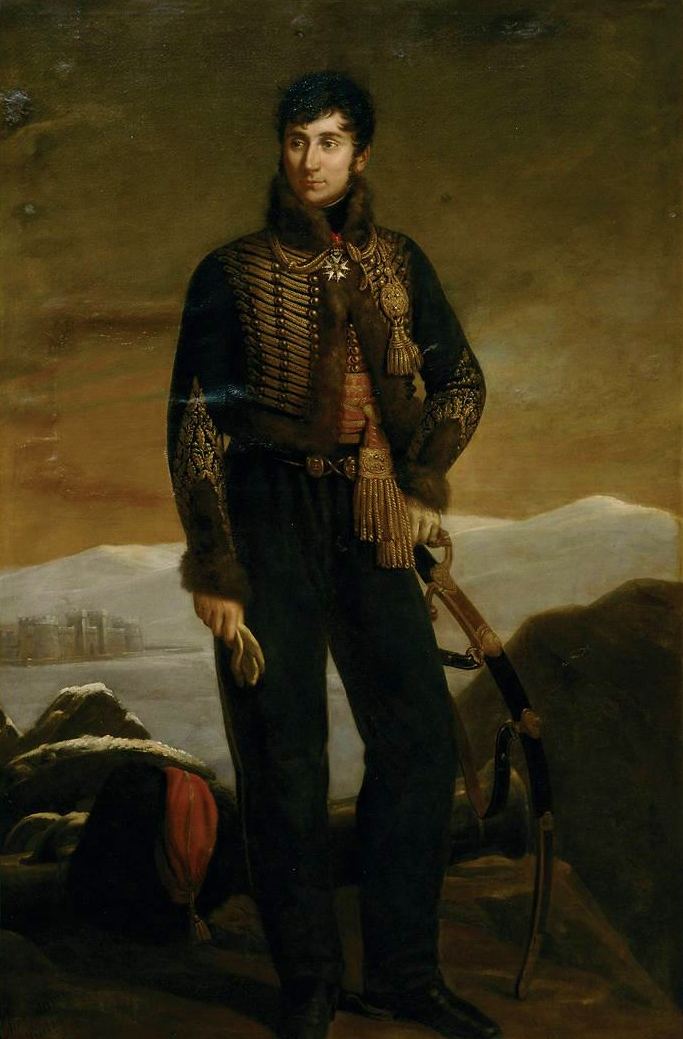
Портрет дивизионного генерала-артиллериста Ж.-Ж. Дево де Сен-Мориса, 1819, Музей армии (Париж)
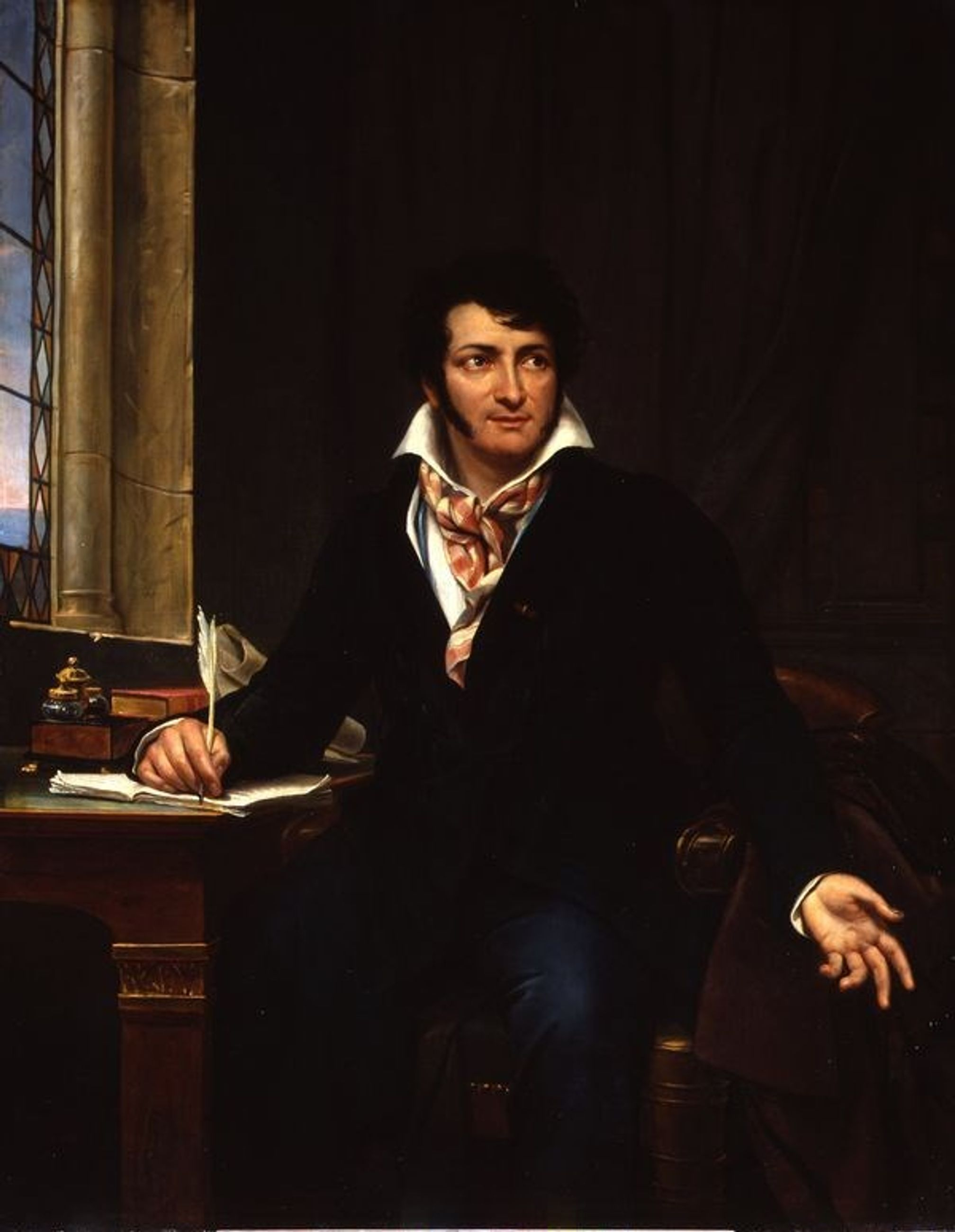
Рене-Шарль Гильбер де Пиксерекур, 1822
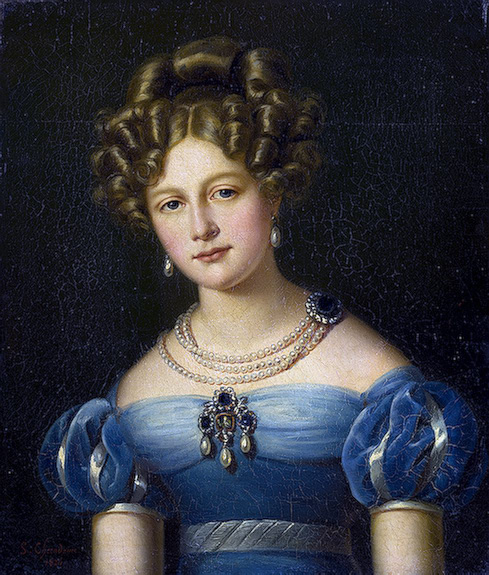
Портрет великой княгини Елены Павловны, 1824, Государственный Эрмитаж
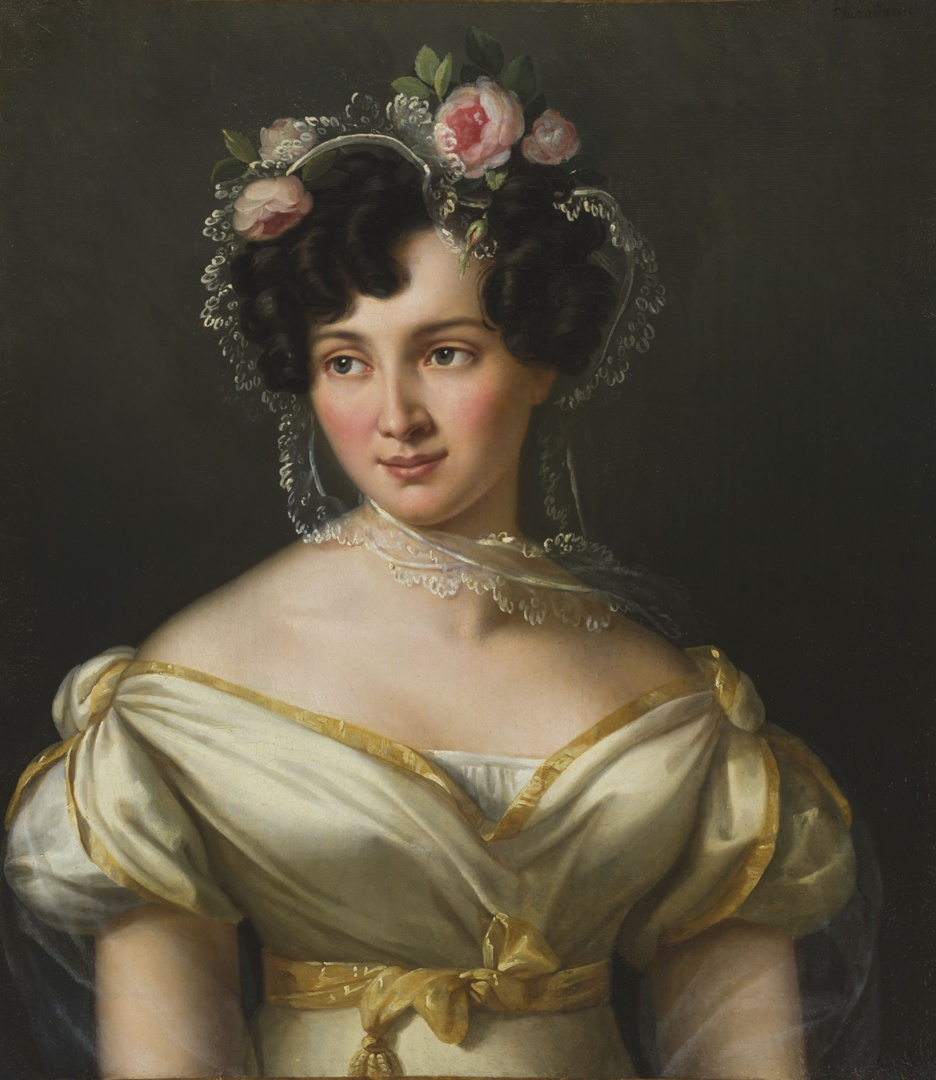
Портрет княгини Анны Николаевны Голицыной, урождённой княжны Вяземской (1796—1873), дочери Н. Г. Вяземского, супруги М. Н. Голицына. 1820-е, Государственный Эрмитаж
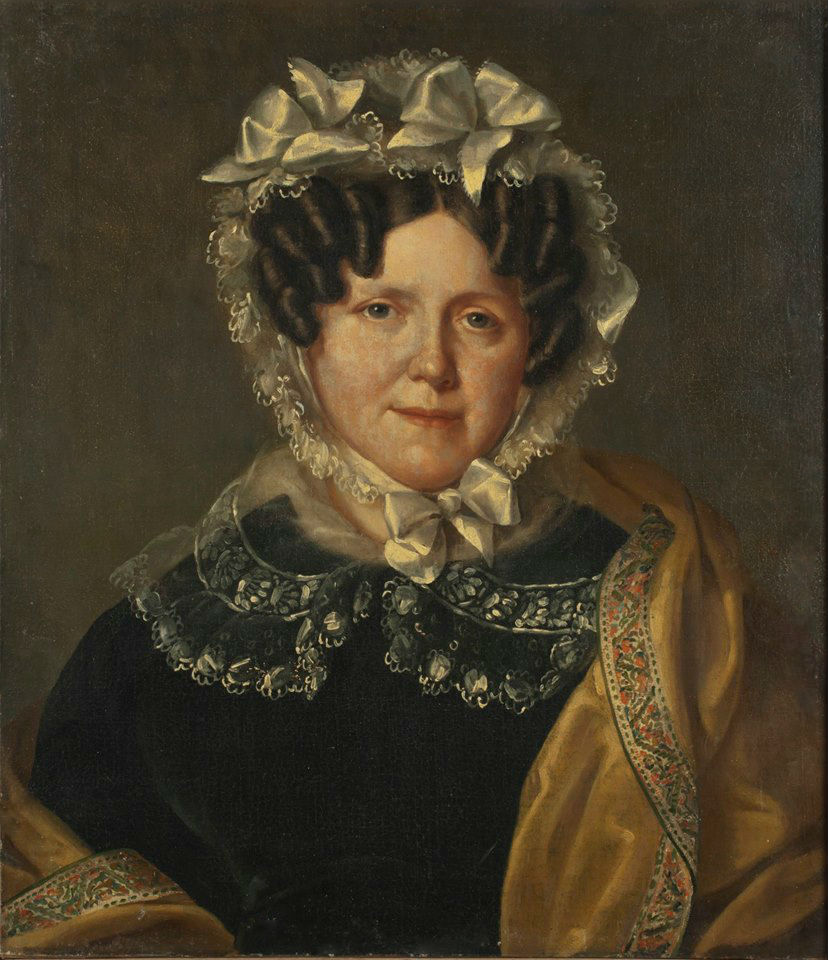
Портрет Луизы Ценкер, урожденной Ламздорф (ум. 1847), супруги купца 1-й гильдии Андреаса Ценкера (1763—1833)
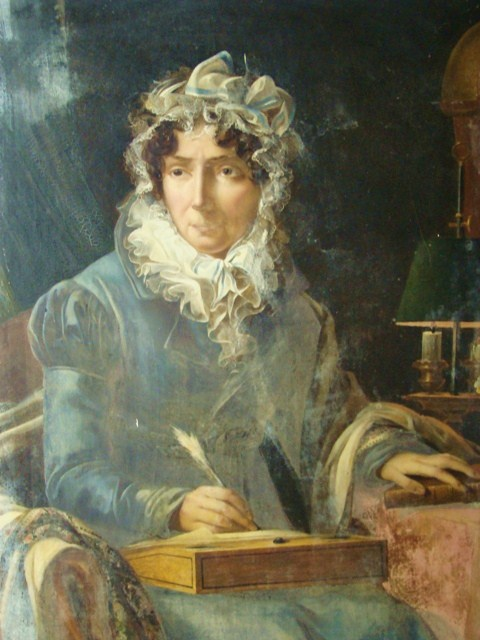
Портрет мадам Жанлис, Музей истории Франции, Версальский дворец